# The vision, the sword and the pyre – Part I
The vision, the sword and the pyre - part I (Nederlands: Het visioen, het zwaard en de brandstapel) is een studioalbum van Eloy.

## Geschiedenis
Al sinds de beginjaren negentig is Frank Bornemann gefascineerd door Jeanne d'Arc. Na zijn trouwen in Parijs (1990) brachten Bornemann en zijn vrouw een bezoek aan de Notre-Dame van Parijs en troffen daar een declamerende zangeres en vellen met teksten van Jeanne d’Arc aan. Hij probeerde vervolgens al eerder een album aan haar te wijden, maar het bleef bij een enkele track. Zo kwam de track Jeanne d'Arc voor op het album Destination. Het nummer Company of angels (album The tides return forever) schreef Bornemann voor een nooit opgenomen speelfilm met de gelijknamige titel van Kathryn Bigelow over de Franse heldin. Een probleem dat meespeelde is dat Bornemann de Franse teksten moest overzetten naar Engels, beide talen zijn niet Bornemanns moedertalen. Eenmaal klaar met vertalen moest Bornemann beginnen met het verzamelen van Eloy-musici om het album op te nemen. Daarbij ging hij nog uit van de werkwijze, dat hij samen met musici de geluidsstudio in trok, in plaats van digitale bestanden heen en weer te zenden. Samen met geluidstechnicus Niklas Fischer (vijftig jaar jonger dan de gitarist) namen ze de muziek en teksten op; een reeks van musici bezocht de Artist Station en Horus Sound studio’s te Hannover. Er vonden nog enige aanvullende opnamen her en der plaats.

## Musici
Eloy:
- Frank Bornemann - zang, gitaar, toetsinstrumenten
- Klaus-Peter Matziol – basgitaar
- Michael Gerlach - toetsinstrumenten
- Hannes Folberth - toetsinstrumenten
- Kristof Hinz - drumstel, percussie

Met gasten:
- Julian Göke / basgitaar, zang (1)
- Isgaard Marke / zang (9)
- Jessy Martens / zang (13)
- Anke Renner / achtergrondzang (3,5,6,11)
- Alexandra Seubert / achtergrondzang (3,9,11)
- Simon Moskon / achtergrondzang (3,9)
- Sven-Arne Zinnke / achtergrondzang (5)
- Lisa Laage-Smidt / achtergrondzang (6)
- Simon Moskon / achtergrondzang (8)
- The Children's Choir of the Marktkirche Hannover / koor o.l.v. Lisa Laage-Smidt (9)
- Jens Lück / toetsinstrumenten (1,5)
- Niklas Fischer / toetsinstrumenten (3,8)
- Artur Kühfuß / toetsinstrumenten (5,8)
- Christoph Van Hal / strijkers (1,10)
- Volker Kuinke / blokfluit en dwarsfluit (3, 6, 8, 10)
- Johannes Berger / viola da gamba (9)
- Kim Hutchinson / spreekstem (2)
- Kai Ritter / spreekstem (2,4)
- Alice Merton / spreekstem (5,6,8)
- Bick Buttchereit / spreekstem (8)
- Eric Pulverich / spreekstem (8)
- Leon Kaack / spreekstem (8)
- Steve Mann / spreekstem (8)

## Muziek
Alles geschreven door Frank Bornemann.

| Nr. | Titel                                           | Duur |
| --- | ----------------------------------------------- | ---- |
| 1.  | The age of the Hundred Years’ War               | 4:17 |
| 2.  | Domremy of the 6th of January 1412              | 1:48 |
| 3.  | Early signs...From a longed for miracle         | 4:13 |
| 4.  | Autum 1428 at home                              | 0:55 |
| 5.  | The call                                        | 5:51 |
| 6.  | Vaucouleurs                                     | 4:35 |
| 7.  | The ride by night, towards the predestined fate | 3:30 |
| 8.  | Chinon                                          | 9:46 |
| 9.  | The prophecy                                    | 4:40 |
| 10. | The sword                                       | 5:54 |
| 11. | Orleans                                         | 4:26 |
| 12. | Les Tourelles                                   | 7:24 |
| 13. | Why?                                            | 5:11 |

## Ontvangst
De ontvangst van het album was goed binnen de niche van de progressieve rock, vooral bij diegenen die een liefhebber zijn van de bombastische muziek van Eloy. Anderen (ook binnen de niche) vonden het middelmatig. Het album verscheen in albumlijsten in Duitsland en Zwitserland waar het een week genoteerd was op respectievelijk plaats 46 en 22.